# Rise of Nations: Rise of Legends
Rise of Nations: Rise of Legends é um jogo de estratégia em tempo real criado pela Big Huge Games, e publicado pela Microsoft. É o sucessor do jogo Rise of Nations lançado em maio de 2003. 
Ao contrário do seu antecessor, Rise of Legends não é um jogo baseado em história e sim um jogo de fantasia onde a magia e a tecnologia existem. Foi lançado em 9 de maio de 2006 na América do Norte e em 26 de maio de 2006 no resto do mundo.

## Jogabilidade
Rise of Legends tem muitas características de Rise of Nations, como a cidade, assimilações, alianças, Campanhas (conquistar o mundo). Entretanto, Rise of Legends introduz novas opções, como os distritos na cidade, heróis, domínios, e uma economia mais simplificada (apenas com duas necessidades) e neutra, unidades e construções capturáveis. A madeira foi substituída por Timonium (uma espécie de pedra preciosa). Ao contrário do seu antecedor que oferece 18 civilizações para escolher, Rise of Legends tem apenas três.

### Civilizações & tecnologias
Existe 3 povos distintos no jogo, cada um com suas caracteristicas e peculiaridades especificas. No entanto, todas têm três distritos em comum, o distrito Military (Militar), o distrito Merchant (Mercador) e o distrito do Palace (Palácio). Alguns dados sobre eles:
Vinci
Os Vinci dominam a tecnologia. Seu distrito único é o distrito Industrial. Os heróis são Giacomo, Inventor de Miana; O Doge, Governante de Venucci; e Lenora, Capitã Pirata.
Alin
Os Alin dominam a magia. Seu distrito único é o distrito Magus (Magos). Os heróis são Sawu, o Alin Sombrio; Dakhla, o Guardião das Areias; e Damanhur, a Chama do Deserto.
Cuotl
Os Cuotl dominam os poderes divinos e a tecnologia avançada. Seu distrito único é o distrito Holy (Sagrado) e ao invés do disrito Merchant (Mercador), eles tem o distrito de Reactor (Reator). Os heróis são Czin, Deus da Morte; Xil, o Deus do Sol; e Shok, Deus da Tempestade.

### Distritos da cidade
O jogador começa com um centro de cidade e precisa expandi-lo, Rise of Legends da ao jogador um centro da cidade, mas adiciona uma segunda, distinta classe de construção: Distritos. Existem três distritos no jogo; variando entre as três raças, mas a maior parte serve da mesma finalidade de incrementar o tamanho da cidade.
Military (Militar)
Aumenta o limite da população e melhora as defesas da cidade. Nos Vinci, ele cria Mosqueteiros adicionais. Nos Alin ele cria Desert Walkers (Andadores do Deserto) adicionais. Nos Cuolt ele cria Sentinels (Sentinelas) em Large/Great Cities (Cidades Grandes/Metrópoles), e cidade se auto-regenera e concede 1 ponto de pesquisa.
Merchant (Mercador)
Aumenta o limite de recursos, a capacidade de Caravanas e o valor da Rota Comercial. Os Cuolt não tem distritos Merchants (Mercadores), eles tem Reactors (Reatores).
Palace (Palácio)
Aumenta o tamanho da cidade, o valor comercial e as fronteiras e aprimora os efeitos de outros distritos. Nos Cuotl, concede 2 pontos de pesquisa.
Industrial
Só os Vinci tem. Aumenta os pontos de Protótipo e agiliza a construção de edificações e a criação de unidades.
Magus (Magos)
Só os Alin tem. Adiciona pontos de pesquisa, aumenta o bônus das relíquias e melhora o feitiço, a recuperação e o relaxamento do herói.
Reactor (Reator)
Só os Cuotl tem. Aumenta a coleta de Energia e o limite de recursos. Concede 1 ponto de pesquisa.
Holy (Sagrado)
Só os Cuotl tem. Aumenta o desgaste e o limite de fronteiras e concede uma Holy Ark (Arca Sagrada) gratuita. Cura unidades dentro do território. Concede 1 ponto de Pesquisa